# 邵修善
邵修善，1911年—1950年，民国时期中国“火柴大王”。祖籍浙江镇海县，生于上海。

## 生平
民国元年1911年，邵生于上海，祖籍浙江镇海县（今宁波镇海区）庄市，与邵逸夫家族均为同族之后。父亲邵雨康，民族工业家，早年自庄市赴上海经营工业，创办荧昌火柴公司，成为国产火柴业翘楚，又在今上海浦东（原沙川）创办华昌梗片厂，但因积劳成疾于1925年去世。邵修善继承家业时年仅14岁。1930年毕业于复旦实中，今上海复旦实验中学。继而在上海沪江大学学习2年，修读商业。
1933年，年仅22岁集股创办大明火柴公司，任经理。在上海牛庄路福庆里设发行所， 又在浦东龙华镇济公滩6号设生产基地。又创办大华火柴公司，任经理。创办之初，正逢税制改革，火柴增税，由原每箱7元5角升为17元4角，大大增加了生产成本，给邵不小打击。以生产“大明”，“喜鹊”，“百子”，“救国”，“南京”五种牌子的火柴最为著名。其中“大明”为红头扁盒，其余牌子均为黑头中盒。“大明”成为上海滩最畅销火柴品牌。而“救国”为抗战时期销量最广之火柴品牌。“百子”牌专门在浙江销售。“南京”牌以国民政府首都命名，在江苏（当时的京畿）最为畅销。邵还承制了广告火柴，独树一帜，有德兴烟公司的“三杯”牌，福新烟公司的“金字塔”牌，天厨味精、大中华橡胶广告等。又在宁波创办正大火柴厂。
1948年中国局势混乱，邵移居美国，后因车祸去世。

## 遗迹
- 今上海番禺路129号，原旧上海哥伦比亚路57号，是邵氏的别墅[7]。先前为建筑师邬达克的居所，邬达克亲自设计，由邵氏的亲家陶桂林的馥记营造厂承建。邬达克后出售给德国领事，邵氏自德国领事盘下[7]。2008年上海市设立“番禺路129号邬达克旧居修缮项目”[8]。2011年9月20日，修缮工程开工，2013年竣工[8]。

## 家庭
- 三女邵珠瑛与陶桂林四子陶锦硕成婚，后人今均居美国[1]。